# David Turcotte
Pour les articles homonymes, voir Turcotte.
David Turcotte, né le 10 juillet 1965, à Ottawa, au Canada, est un ancien joueur canadien de basket-ball. Il évolue durant sa carrière au poste de meneur.

## Palmarès
- 3e du championnat des Amériques 1988